# Príncipe de Nada
Príncipe de Nada es una trilogía de literatura fantástica escrita por el autor canadiense R. Scott Bakker. Describe el emerger de Anasûrimbor Kellhus, un brillante monje guerrero, como el Profeta Guerrero. Kellhus muestra increíbles poderes de predicción y persuasión, derivados de la paz espiritual y una profunda comprensión de las relaciones causales.
La característica fundamental que diferencia la serie Príncipe de Nada de otras obras contemporáneas es la importancia de la filosofía del trabajo. La trama, personajes, hechos y metafísica de Príncipe de Nada están entrelazadas con posturas filosóficas únicas en esta serie.
Scott Bakker ha declarado que sus principales influencias para crear esta trilogía ha sido la obra de Tolkien y Frank Herbert.

## Libros
- En el principio fue la oscuridad (septiembre de 2005).
- El Profeta Guerrero (abril de 2006).
- El Pensamiento de las Mil Caras (septiembre de 2007).

Se espera que más libros exploren el universo de Príncipe de Nada. El próximo ciclo, The Aspect-Emperor (El Emperador-Aspecto), comenzaría veinte años después del final de El Pensamiento de las Mil Caras y se compondría de dos novelas, The Great Ordeal (La Gran Ordalía) y The Horns of Golgotterath (Los Cuernos de Golgotterath), de cuyos personajes sólo unos pocos habrían participado en la trilogía anterior. Se espera también una tercera serie (formada igualmente por dos obras), cerrando así una secuencia de siete libros que se conocería como El Segundo Apocalipsis.

## El Mundo
Príncipe de Nada acontece en el continente ficticio de Eärwa, que se encuentra separado de otro continente (citado, pero no aparece en la obra) llamado Eänna. Se trata de un escenario grande y extenso con evidentes paralelismos a la época de las cruzadas. Scott Bakker se basa en diferentes culturas como fuente de inspiración (especialmente la Grecia Helenística, Escitia, Oriente Medio, El Imperio bizantino, así como varias culturas europeas) y describe un mundo oscuro y brutal, al estilo del que imaginamos fue nuestro pasado.
La acción principal de Príncipe de Nada acontece en la mitad meridional del continente, principalmente a la zona conocida como los Tres Mares, en torno a los cuales se concentran las principales civilizaciones humanas de la época.

## Naciones inrithi
- Alto Ainon es la principal nación ketyai de los Tres Mares orientales. Fue fundada después del colapso del Imperio Ceneiano en 3372, y ha sido gobernada por los Chapiteles Escarlatas desde el final de la Guerra Escolástica en 3818.
- Ce Tydinn, en una nación norsirai de los Tres Mares orientales. Fue fundada después del colapso de la nación ketyai de Cengemis en 3742.
- Corinya, nación ketyai de los Tres Mares orientales. Fundada después del colapso del Imperio Ceneiano en 3372, tiene su base alrededor de Aöknyssus, la antigua capital de Shir.
- Galeoth es una nación norsirai de los Tres Mares, el llamado Medio-Norte, fundada alrededor de 3683 por los descendientes de los refugiados de las Viejas Guerras.
- Nansur, el Imperio Nansur es una nación ketyai de los Tres Mares occidentales y el autoproclamado heredero del Imperio Ceneiano. En la cúspide de su poder, el Imperio Nansur se extendía desde Galeoth hasta Nilnamesh, pero se ha visto muy reducido a lo largo de siglos de guerra contra los fanim de Kian.
- Thunyerus es una nación norsirai de los Tres Mares. Fue fundada a través de la federación de las tribus thunyerias alrededor de 3987, y sólo recientemente se ha convertido al inrithismo.

## Naciones fanim
- Kian es la más poderosa nación ketyai de los Tres Mares. Se extiende desde la frontera meridional del Imperio Nansur hasta Nilnamesh. Fue fundada en la estela de la Jihad Blanca, la guerra santa emprendida por el primer fanim contra el Imperio Nansur entre 3743 y 3771.

## Personajes Principales
- Anasûrimbor Kellhus, monje dûnyaino de treinta y tres años.
- Anasûrimbor Moënghus, padre de Kellhus.
- Cememketri, Gran Maestro del Saik Imperial.
- Chepheramunni, Rey-regente del Alto Ainon y líder del contingente ainonio.
- Cnaiür, bárbaro scylvendio, caudillo de los utemot.
- Coithurn Athjeári, sobrino de Saubon.
- Coithus Saubon, Príncipe de Galeoth y líder del contingente de Galeoth.
- Curtias Sarcellus, Primer Caballero-Comandante de los Caballeros Shriah.
- Drusas Achamian, hechicero del Mandato de cuarenta y seis años.
- Eleäzaras, Gran Maestro de los Chapiteles Escarlatas.
- Esmenet, prostituta sumni de treinta y un años.
- Geshrunni, esclavo soldado y momentáneo espía del Mandato.
- Hoga Gothyelk, Conde de Agansanor y líder del contingente tydonnio.
- Ikurei Conphas, Exalto-General de Nansur y sobrino del Emperador.
- Ikurei Istriya, Emperatriz de Nansur y madre del Emperador.
- Ikurei Xerius II, Emperador de Nansur.
- Incheiri Gotian, Gran Maestro de los Caballeros Shriah.
- Iyokus, Maestro de Espías de Eleäzaras.
- Kascamandri, Padirajah de Kian.
- Krijates Ximenus, amigo de Achamian y Mariscal de Attrempus.
- Kussalt, mozo de Saubon.
- Maithanet, Shriah de los Mil Templos.
- Mallahet, poderoso miembro del cishaurismo.
- Martemus, General y Ayuda de Campo de Conphas.
- Nautzera, antiguo miembro del Quórum.
- Nersei Calmemunis, líder de la Guerra Santa Vulgar.
- Nersei Proyas, Príncipe de Conriya y antiguo alumno de Achamian.
- Paro Inrau, Sacerdote Shriah y antiguo alumno de Achamian.
- Seökti, hereje del cishaurismo.
- Serwë, concubina nymbricania de diecinueve años.
- Seswatha, superviviente de las Viejas Guerras y antiguo fundador de El Mandato.
- Simas, miembro del Quórum y antiguo profesor de Achamian.
- Skaiyelt, Príncipe de Thunyerus y líder del contingente thunyerio.
- Skalateas, hechicero mercenario.
- Skaras, Sapatishah-Gobernador de Shigek.
- Skeaös, Primer Consejero del Emperador.
- Skiötha, padre fallecido de Cnaiür.
- Yalgrota, siervo gigante de Skaiyelt.

## Facciones Principales
- Consulto, El. Conciliábulo de magos y generales que sobrevivieron a la muerte del No Dios en 2155 y han luchado desde entonces para propiciar su retorno en el llamado Segundo Apocalipsis. Muy pocos en los Tres Mares creen que el Consulto siga existiendo.
- Dûnyainos. Secta monástica secreta cuyos miembros han repudiado la historia y los apetitos animales con la esperanza de encontrar una explicación absoluta a través del control de todos los deseos y circunstancias. Durante dos mil años, han educado a sus miembros para los reflejos motores y la agudeza intelectual.
- Escuelas, Las. Nombre colectivo dado a las diferentes academias de hechiceros. Las primeras Escuelas, tanto en el Antiguo Norte como en los Tres Mares, surgieron en respuesta a la condena del Colmillo a la hechicería. Las Escuelas son una de las instituciones más antiguas de los Tres Mares, y sobreviven, en gran medida, debido al terror que inspiran y su independencia de los poderes seculares y religiosos de los Tres Mares.
  - Chapiteles Escarlatas, Los. Escuela anagógica más poderosa en los Tres Mares que ha sido la gonernadora de facto del Alto Ainon desde 3818.
  - Mandato, El. Escuela gnóstica fundada por Seswatha en 2156 para proseguir la guerra contra el Consulto y para proteger los Tres Mares del regreso del No Dios, Mog-Pharau.
  - Myunsai, La. Autoproclamada Escuela Mercenaria, que vende sus servicios hechiceros en los Tres Mares.
  - Saik Imperial, El. Escuela anagógica vinculada al Emperador de Nansur.

## Religiones principales
- Inrithismo, El. Sintetizando elementos monoteístas y politeístas, el inrithismo, la fe dominante en los Tres Mares, se basa en las revelaciones de Inri Sejenus (circa 2159-2202), el Último Profeta. Los principios centrales del inrithismo versan sobre la inmanencia de Dios en los acontecimientos históricos, la unidad de las deidades individuales de los Cultos como Aspectos de Dios tal como fue revelada por el Último Profeta y la infalibilidad del Colmillo como escritura.
  - Caballeros Shriah, Los. Orden monástica militar bajo la directa dirección del Shriah, creada por Ekyannus III, el Dorado, en 2511.
  - Mil Templos, Los. Institución que provee el marco eclesíastico del inrithismo. A pesar de que tiene su base en Sumna, los Mil Templos es omnipresente en los Tres Mares noroccidentales y orientales.
- Fanim, Los. Estrictamente monoteísta, la fanim es una fe advenediza fundada por las revelaciones del profeta Fane (3669-3742) y restringida a los Tres Mares suroccidentales. Los principios centrales de los fanim tienen que ver con la singularidad y la trascendencia de Dios, la falsedad de los Dioses (que son considerados demonios por los fanim), el repudio de los Hombres del Colmillo como herejes y la prohibición de todas las representaciones de Dios.
  - Cishaurim, Los. Hechiceros-sacerdotes de los fanim, con base en Shimeh. Poco se sabe de la metafísica de la hechicería de los cisahurim, o la Psûhke, según se refieren a ella los cishaurim, más allá del hecho de que no puede ser percibida por los Escogidos y de que es tan extraordinaria como la hechicería anagógica de las Escuelas.